# Punta Bretxa de Tempestades
La Punta Bretxa de Tempestades és un cim de 3.274 m d'altitud, amb una prominència de 19 m, que es troba al sud de la Bretxa de Tempestades, al massís de la Maladeta província d'Osca (Aragó).